# Francisco Luís Pereira de Sousa
Francisco Luís Pereira de Sousa (Funchal, 22 de setembro de 1870 — Praia da Rocha, 25 de setembro de 1931) foi um engenheiro militar, oficial do Exército Português, que se distinguiu no campo da geologia. Dedicou-se ao estudo da estratigrafia e petrografia das rochas sedimentares e da sismologia, área em que se notabilizou no estudo dos macrossismos ocorridos em Portugal.

## Biografia
Nasceu na cidade do Funchal, ilha da Madeira, filho de Francisco Clementino de Sousa, médico, poeta e jornalista madeirense, e de sua esposa, Maria Guilhermina Pereira de Sousa. Após concluir o ensino secundário no Liceu Nacional do Funchal, em 1887 partiu para Lisboa, matriculando-se na Escola Politécnica para frequência dos estudos preparatórios para ingresso na Escola do Exército. Foi aluno distinto da Politécnica, obtendo ali vários louvores e prémios.
Ingressou na Escola do Exército em 1888, na qual concluiu com distinção o curso de engenharia militar em outubro de 1894. Ingressou nesse ano no quadro de oficiais do Exército Português, nomeado alferes do Regimento de Engenharia aquartelado em Tancos. Foi promovido a tenente do mesmo regimento a 29 de outubro de 1896.
A sua iniciação na investigação no campo da Geologia ocorreu enquanto esteve aquartelado em Tancos, região onde fez os primeiros estudos geológicos, tendo publicado na Revista de Engenharia Militar os trabalhos intitulados "Subsídios para o estudo dos calcários do distrito de Lisboa" e "Estudo geológico do Polígono de Tancos".
Tendo decidido optar por uma carreira no campo da geologia, solicitou ser requisitado pelo serviço de Obras Públicas e a 10 de Outubro de 1904 foi nomeado engenheiro subalterno de 2.ª classe do quadro técnico de Obras Públicas. A nomeação coincidiu com a promoção ao posto de capitão do Estado Maior de engenharia, conseguida a 17 do mesmo mês de Outubro de 1904. Em consequências abandonou Tancos e fixou-se em Lisboa, ficando requisitado para serviço no Ministério das Obras Públicas, Comércio e Indústria como engenheiro adjunto do Inspector Geral das Indústrias Eléctricas.
Apesar de estar a trabalhar no sector da electricidade, manteve a sua ligação ao ramo da geologia,  publicando neste período alguns artigos na Revista de Engenharia Militar, com destaque para os trabalhos intitulados "Os calcários do distrito de Leiria", e na Revista de Obras Públicas e Minas os artigos "Ideia geral dos calcários empregados nas construções de Lisboa" e "Os calcários mais empregados em Portugal".
Consegue finalmente a sua transferência para a Comissão dos Serviços Geológicos, onde iniciou funções a 21 de Dezembro de 1910, passando então a dedicar-se a tempo inteiro aos estudos geológicos. Passou a trabalhar de perto com o geólogo Paul Choffat, de quem viria a ser o principal discípulo. Manteve-se naquelas funções até Setembro de 1928, data em que foi obrigado ao regressar ao serviço do Exército por sido abrangido por uma lei de incompatibilidade. Também manteve importante colaboração com Ernest Fleury, professor do Instituto Superior Técnico.
Foi durante os cerca de 18 anos que permaneceu ao serviço da Comissão dos Serviços Geológicos que desenvolveu a parte mais importante da sua actividade científica , concentrando-se nos campos da estratigrafia e petrografia das rochas sedimentares e da sismologia. Os seus mais importantes trabalhos foram sobre os sismos de grande intensidade (os macrossismos) que atingiram o território português no período histórico, mas também publicou importantes trabalhos sobre a geologia do Algarve e de Angola.
Paralelamente inicia uma carreira como docente universitário, apresentando-se em 1911 a concurso para assistente da então criada Faculdade de Ciências da Universidade de Lisboa. Para o concurso apresentou uma tese intitulada  Ideia Geral dos Effeitos do Megasismo de 1755 em Portugal, que defendeu de maneira brilhante e distinta, sendo nomeado segundo assistente da cadeira de Geologia em Novembro de 1911. Em 1915 foi promovido a primeira assistente, regendo nessa qualidade as cadeiras de Geografia Física e Petrografia. A 6 de Abril de 1929, já depois de ter abandonado a Comissão dos Serviços Geológico, foi nomeado professor catedrático, acumulando essa função com a do director do Museu de Mineralogia e Geologia anexo à Faculdade de Ciências. Em Julho desse ano o Conselho da Faculdade conferiu-lhe o título de doutor em ciências histórico-naturais. Também desempenhou funções docentes como assistente e depois como professor no Instituto Industrial de Lisboa.
A partir da sua tese de concurso à docência na Faculdade de Ciências de Lisboa desenvolveu um conjunto de estudos sobre o terramoto de 1755 que lhe granjearam grande prestígio. As suas publicações sobre o assunto mereceram o aplauso de diversos especialistas europeus de sismologia, com destaque para os sismólogos Fernand Montessus de Ballore (1851—1913) e Manuel María Sánchez-Navarro Neumann, S.J., director do Observatorio de Cartuja (Granada).
Outra grande área de interesse de Pereira de Sousa foi o estudo da geologia do Algarve, o que o obrigava a numerosas e prolongadas viagens àquela região. O seu apreço pelo Algarve está bem patente na forma como se lhe refere: «O Algarve é a maior policromia da terra que conheço. Tôdas as formações geológicas se encontram aí e até de fácies diferentes desde os xistos cinzentos e negros do carbónico até às areias vermelhas pliocénicas com a côr do arrobol e às amarelas doiradas recentes que orlam as praias. A vegetação não é tanto abundante como a do Minho... O sol é mais quente, o ar mais balsâmico».
Para além de ter introduzido importantes correcções à cartografia geológica do Algarve, esclarecendo que boa parte das rochas sedimentares da região são depósitos marinhos do Moscoviano, descobriu um novo género de goniatites, que designou por Lusitanoceras, e alguns novos foraminíferos nos calcários do Carbónico, trabalhos realizados em colaboração com Ernest Fleury.
Para além das suas funções académicas e de investigação, foi presidente do conselho fiscal do Banco Nacional Ultramarino e administrador da Companhia de Lanifícios de Arrentela. Também desempenhou várias comissões de serviço público, entre as quais as de vogal do Conselho Superior de Obras Públicas do Ultramar, de vogal da Comissão inspectora do Observatório Astronómico de Lisboa e de representante da Faculdade de Ciências de Lisboa nas cerimónias da comemoração do centenário da Sociedade Geológica de França e no Congresso internacional de Minas e Metalurgia Aplicada, realizadas respectivamente em Paris e Liége em 1930.
Foi feito sócio correspondente da Academia das Ciências de Lisboa em Maio de 1923, sendo posteriormente eleito sócio efectivo na vaga aberta pelo falecimento de Luís Filipe de Castro, o Conde de Nova Goa, cujo elogio histórico foi feito por Pereira de Sousa na sessão de 4 de Dezembro de 1930. Foi também sócio da Sociedade de Geografia de Lisboa e membro da sua direcção, do Instituto de Coimbra, da Associação dos Engenheiros Civis Portugueses, e da Sociedades Mineralógica de França e da Sociedade Geológica de França, da qual foi vice-presidente em 1922 e proposto para presidente em 1923.
Entre outras distinções, foi condecorado com o grau de Grande-Oficial da Ordem Militar de Sant'Iago da Espada (4 de junho de 1931), com o grau de cavaleiro da Ordem de Avis, com a cruz de 3.ª classe da Ordem da Coroa de Ferro da Áustria e com a medalha de prata da classe de comportamento exemplar.
Morreu inesperadamente, vítima de síncope cardíaca, na Praia da Rocha a 25 de Setembro de 1931, durante uma das suas viagens de prospecção ao Algarve. Ao tempo tinha o posto de coronel graduado de Engenharia Militar e exercia as funções de inspector do quadro técnico do Ministério das Obras Públicas.